# سان‌گارد
سان‌گارد (انگلیسی: SunGard) شرکت فناوری اطلاعات آمریکایی است، که در سال ۱۹۸۳ تأسیس شد.